# Siphocampylus ruber
Siphocampylus ruber là loài thực vật có hoa trong họ Hoa chuông. Loài này được Alain miêu tả khoa học đầu tiên năm 1960.